# Illosporium
Illosporium Mart. (illosporium) – rodzaj grzybów z rzędu Hypocreales.

## Systematyka i nazewnictwo
Pozycja w klasyfikacji według Index Fungorum: Incertae sedis, Hypocreales, Hypocreomycetidae, Sordariomycetes, Pezizomycotina, Ascomycota, Fungi.
Synonim: Lepra Willd.
Gatunki:
- Illosporium annulare (Berk. & Broome) Petch 1924
- Illosporium aureolum Penz. & Sacc. 1902
- Illosporium citri Muthappa 1966
- Illosporium coccineum Fr. 1829
- Illosporium commelinae F. Stevens 1917
- Illosporium conicola Ellis & Everh. 1902
- Illosporium diedickeanum Sacc. 1908
- Illosporium graminicola Speg. 1912
- Illosporium guttiforme Speg. 1880
- Illosporium hibisci F. Stevens & A.S. Peirce 1933
- Illosporium malifoliorum J. Sheld. 1908,
- Illosporium mayorii Syd. & P. Syd. 1914
- Illosporium olivatrum Sacc. 1877
- Illosporium perminutum Sacc. 1917,
- Illosporium roseum Mart. 1817 – illosporium różowe
- Illosporium tabacinum Sacc. 1915

Nazwy naukowe na podstawie Index Fungorum. Uwzględniono tylko taksony zweryfikowane. Nazwy polskie według W. Fałtynowicza (podane pod nazwą Pronectria).